# Nephrotoma irrevocata
Nephrotoma irrevocata är en tvåvingeart som beskrevs av Alexander 1936. Nephrotoma irrevocata ingår i släktet Nephrotoma och familjen storharkrankar. Inga underarter finns listade i Catalogue of Life.